# Megadytes
Megadytes is een geslacht van kevers uit de familie  waterroofkevers (Dytiscidae).
Het geslacht is voor het eerst wetenschappelijk beschreven in 1882 door Sharp.

## Soorten
Het geslacht omvat de volgende soorten:
- Megadytes aubei (Wilke, 1920)
- Megadytes australis (Germain, 1854)
- Megadytes carcharias Griffini, 1895
- Megadytes ducalis Sharp, 1882
- Megadytes ecuadorius Zimmermann, 1919
- Megadytes fallax (Aubé, 1838)
- Megadytes flohri Sharp, 1882
- Megadytes fraternus Sharp, 1882
- Megadytes glaucus (Brullé, 1837)
- Megadytes gravidus Sharp, 1882
- Megadytes guayanensis (Wilke, 1920)
- Megadytes guignoti Mouchamps, 1957
- Megadytes laevigatus (Olivier, 1795)
- Megadytes latus (Fabricius, 1801)
- Megadytes lherminieri (Guérin-Méneville, 1829)
- Megadytes magnus Trémouilles & Bachmann, 1980
- Megadytes marginithorax (Perty, 1830)
- Megadytes nicoleti (Heer, 1862)
- Megadytes obesus Sharp, 1882
- Megadytes perplexus Sharp, 1882
- Megadytes robustus (Aubé, 1838)
- Megadytes steinheili (Wehncke, 1876)